# Scottish Football League
Ne doit pas être confondu avec Championnat d'Écosse de football, Scottish Professional Football League ou Scottish Premier League.
La Scottish Football League (que l'on pourrait traduire par Ligue écossaise de football) était la ligue rassemblant les clubs de football professionnels et semi-professionnels écossais. De sa fondation en 1890 jusqu'à la création de la Scottish Premier League en 1998, elle représentait le plus haut niveau du football en Écosse avec les 4 plus hautes divisions du système de ligues écossaises. Après 1998, elle ne représentait plus que les niveaux 2, 3 et 4 de ce système de ligues. En juin 2013, elle fusionna avec la Scottish Premier League pour former la Scottish Professional Football League.
La Scottish Football League a été associée à des sponsors à partir de la saison 1985-86 ce qui impliqua des changements de noms suivant les différents sponsors : Fine Fare League, B&Q League, Bell's Scottish Football League et enfin Irn-Bru Scottish Football League.
La Scottish Football League organisait aussi deux compétitions sous format coupe à élimination, la Coupe de la Ligue écossaise de football et la Scottish Challenge Cup.

## Histoire

### Formation
La première organisation de football en Écosse date de 1873, avec la création de la Fédération écossaise de football. Pendant la quinzaine d'années suivantes, les clubs écossais s'affrontèrent lors de matches amicaux, de la Coupe d'Écosse de football et de coupes locales (comme la Glasgow Cup ou l'East of Scotland Shield).
En Angleterre, la Football League fut créée en 1888, comprenant au départ uniquement des clubs situés dans l'Angleterre du Nord-Ouest et les Midlands, afin de répondre aux contraintes liées à la professionnalisation du football anglais à partir de 1885. En effet, la nécessité d'un nombre plus important de matches, répartis selon un calendrier pensé et optimisé, s'imposa par rapport à l'amateurisme et à l'improvisation du calendrier des matches amicaux. Beaucoup de joueurs écossais, connus sous le nom de Scotch Professors, quittèrent alors leurs clubs écossais pour rejoindre des clubs anglais où ils recevaient de fait un salaire bien plus élevé.
Ceci imposa aux clubs écossais de s'organiser eux aussi en ligue, pour endiguer le départ de leurs meilleurs joueurs. En mars 1890, le secrétaire (dénomination d'époque pour désigner un rôle proche du président d'aujourd'hui) du club de Renton écrivit une lettre à treize autres clubs pour les inviter à réfléchir à l'opportunité de la création d'une ligue écossaise. À part Queen's Park et Clyde, les clubs sollicités acceptèrent l'idée d'une ligue écossaise. Queen's Park, qui était l'un des clubs les plus importants en Écosse à l'époque, était opposé à cette initiative pour deux raisons : premièrement, par attachement au statut amateur que ne manquerait pas rendre obsolète cette ligue et deuxièmement par crainte de voir les plus petits clubs disparaître avec la professionnalisation inévitable (ce qui se confirma avec le départ de la ligue de 6 des clubs fondateurs avant l'année 1900).
La Scottish Football League fut officiellement créée le 30 avril 1890 et la saison 1890-91 vit donc la première édition du championnat d'Écosse de football, avec 11 clubs engagés seulement : Renton qui en avait été à l'origine, et parmi les 13 clubs contactés, Abercorn, Cambuslang, Celtic, Cowlairs, Dumbarton, Heart of Midlothian, Rangers, Saint Mirren, Third Lanark et Vale of Leven. Queen's Park et Clyde avaient donc refusé d'en faire partie, et St Bernard's qui, lui, avait accepté et qui n'a pas été retenu.
Renton allait être exclu de la ligue après 5 rencontres pour avoir joué en amical contre St Bernard's ce qui était interdit depuis que celui-ci avait cédé aux sirènes du professionnalisme. Toutefois, après avoir porté l'affaire devant la Court of Session, Renton fut réintégré dans la Scottish Football League. 
Lors de cette saison inaugurale, les Rangers et Dumbarton terminèrent à la première place avec le même nombre de points. Un match de playoff fut organisé pour les départager, mais se conclut sur un score de parité, 2-2. Il n'était pas prévu d'autres méthodes pour départager deux équipes ex æquo et ils furent donc déclarés tous les deux champions. La méthode du goal average fut employée à partir de la saison 1921-22 remplacée par celle de la différence de buts à partir de la saison 1971-72.
Dans les premiers temps de la ligue, certains clubs regrettaient qu'il n'y ait pas plus de matches, car le championnat d'Écosse de football ne leur permettait alors de ne disputer que 18 rencontres par saison. Ainsi, de nombreuses ligues dites supplémentaires furent mises sur pied. Elles n'était pas concurrentes de la SFL et permettaient simplement d'augmenter le nombre de rencontres et ainsi les recettes de billetterie. Ces ligues connurent une existence brève, les premières apparurent en 1894 et les dernières disparurent en 1917.

### Création de la2edivision
Face au succès du championnat de la ligue, une deuxième division fut créée dès 1893 avec des clubs jouant précédemment en Scottish Football Alliance. La promotion depuis la deuxième division en première division se faisait alors par l'intermédiaire d'un vote des différents clubs. La promotion automatique ne fut introduite qu'à partir de 1922.
La deuxième division fut suspendue pendant la Première Guerre mondiale (alors que la première division continua de se tenir normalement) et ne redémarra qu'en 1921 avec les clubs qui jouaient alors en Central Football League et qui rejoignirent la Scottish Football League.

### Création de la3edivision
En 1923, la Ligue décida de créer une troisième division en accueillant les clubs qui jouaient alors en Western Football League, mais ce championnat fut interrompu trois ans après pour raisons financières. De 1926 à 1946, la Ligue ne se déclinait donc plus qu'en deux divisions.
Les réformes prises après la Seconde Guerre mondiale virent la réapparition d'une troisième division à partir de 1946. À cette occasion, les trois divisions furent renommées Division A, Division B et Division C, avec les équipes réserves autorisées à concourir en Division C. En 1949, la troisième division fut divisée en deux groupes, Nord-Ouest et Sud-Est. 
À partir de 1951, la ligue accueillit un club non-écossais en acceptant l'intégration du club anglais des Berwick Rangers, basé dans la ville anglaise de Berwick-upon-Tweed, située à 4 km de la frontière entre l'Angleterre et l'Écosse, amenant de ce fait à une situation non ordinaire mais pas exceptionnelle.
Le retrait des équipes réserves en 1955 impliqua la disparition de la troisième division, les 5 équipes les mieux classées obtenant une promotion automatique pour la deuxième division. Il y avait alors 18 clubs en Division A et 19 en Division B. En 1956, les divisions furent renommées Division 1 et Division 2.
Clydebank a été élu en 1966 pour compléter la Division 2 et lui faire atteindre le chiffre de 20 clubs, mais dès la saison suivante, Third Lanark fut placé en liquidation et cessa d'exister, la Division 2 repassant à 19 clubs.
En 1975, un changement de structure eut lieu avec un nombre de clubs réduit en première et deuxième division. À cette occasion, une troisième division fut de nouveau créée, constituée principalement de clubs ayant terminé la saison dans le bas du classement de la deuxième division et aussi l'intégration dans la ligue d'un nouveau club, Meadowbank Thistle, qui allait devenir Livingston Football Club.
L'idée derrière ce resserrement de l'élite était de proposer plus de rencontres de haut niveau dans la saison, d'augmenter aussi l'intérêt et les revenus notamment de billetterie et de droits télés et d'enrayer une baisse de fréquentation des stades. Il fut, par la même occasion, procédé à un changement d'appellation pour Premier Division (soit la D1), First Division (soit la D2) et Second Division (soit la D3). Cette structure de ligue à trois division et 38 clubs perdura jusqu'en 1994.

### Création de la4edivision
En 1994, une quatrième division, dénommée Third Division, a été créée, principalement avec un redéploiement des clubs des trois divisions existantes sur 4 nouvelles divisions à 10 clubs chacune ainsi que l'intégration d'Inverness Caledonian Thistle et de Ross County qui évoluaient auparavant en Highland Football League. À cette occasion, la victoire à trois points fut adopté.

### Sécession de laScottish Premier League
En 1998, les clubs de la Premier League firent sécession de la Scottish Football League pour former la Scottish Premier League qui remplaçait la Premier Division. Malgré ce changement, les dénominations des autres divisions restèrent les mêmes.
L'accord conclu avec la Scottish Football League prévoyait que la Scottish Premier League passerait de 10 à 12 clubs en 2000. Quand cela fut le cas, la Scottish Football League intégra Elgin City et Peterhead qui évoluaient jusqu'alors en Highland Football League pour compenser les deux clubs l'ayant quitté pour la Scottish Premier League.
À partir de 2005, la Scottish Football League changea le processus de promotion et relégation entre divisions : si le premier de la division inférieure prenait toujours la place du dernier de la division supérieure, un système de playoffs à 4 fut mis en place entre le neuvième de la division supérieure et les deuxième, troisième et quatrième de la division inférieure. 

### Réunification
En 2013, la Scottish Football League et la Scottish Premier League votèrent pour se réunir dans une nouvelle structure, la Scottish Professional Football League, avec un système de divisions et un nombre de clubs identiques, mais avec des changements dans la répartition des gains financiers.

## Coupes
La Scottish Football League organisait deux compétitions au format coupe à élimination directe : la Coupe de la Ligue écossaise de football et la Scottish Challenge Cup.
La Coupe de la Ligue a été créée en 1946, succédant à la Southern League Cup organisée pendant la Seconde Guerre mondiale. À la différence de la Coupe d'Écosse organisée par la Fédération écossaise de football, elle n'est ouverte qu'aux clubs membres de la ligue, même si les clubs de la Scottish Premier League purent continuer à y participer après la sécession de 1998. La victoire en Coupe de la Ligue offrait une place en Coupe UEFA jusqu'au milieu des années 1990 où le football écossais perdit une place en Coupes d'Europe.
La Scottish Challenge Cup a été créée en 1990 pour célébrer le centenaire de la ligue et était ouverte à tous les clubs de la ligue à l'exception de ceux de Premier Division. À partir de 2011, deux clubs de la Highland Football League sont invités à participer pour que le nombre d'équipes soient de 32 et permette de dérouler la compétition depuis les seizièmes de finale.
Ces deux coupes continuent à exister selon les mêmes modalités depuis la création de la Scottish Professional Football League.

## Sponsors et droits médias
À partir de 1985, la ligue a accepté le parrainage par un sponsor selon le principe du naming pour le championnat :
- 1985 - 1988 : Fine Fare (Fine Fare League)
- 1988 - 1992 : B&Q (B&Q League)
- 1992 - 1994 : pas de sponsor
- 1994 - 1998 : Bell's whisky (Bell's Scottish Football League)
- 1998 - 1999 : pas de sponsor
- 1999 - 2006 : Bell's whisky (Bell's Scottish Football League)
- 2006 - 2007 : pas de sponsor
- 2007 - 2013 : Irn-Bru (Irn-Bru Scottish Football League)

Les coupes organisées par la ligue ont eu elles aussi leurs sponsors, à partir de 1979 pour la Coupe de la Ligue par Bell's whisky de 1979 à 1981, par Skol de 1984 à 1992, par Coca-Cola de 1994 à 1997, par The Co-operative Insurance de 1999 à 2011 et par le Gouvernement écossais de 2011 à 2013, sous le nom de Scottish Communities League Cup.
La Scottish Challenge Cup a été sponsorisée par B&Q à partir de sa création en 1990 et jusqu'en 1998. L'édition 1998-99 n'a d'ailleurs pas pu se tenir par manque de sponsor, avant d'être repris dès l'édition suivante par Bell's whisky jusqu'en 2006, par BBC Alba de 2008 à 2011 et par Ramsdens de 2011 à 2013.
Avant 1979, les principaux revenus de la ligue étaient constitués par la billetterie et encore plus par les retombées financières des paris sportifs. Mais, à partir de 1990, cette source de revenus a été dépassée par les gains générés par le sponsoring et les droits télés.
Pendant les années 1970 et 1980, les chaînes de télévision STV et BBC Scotland produisaient des émissions (Scotsport et Sportscene respectivement) qui diffusaient des images des matches de la ligue. BBC Radio Scotland détenait l'exclusivité pour la couverture des matches en direct à la radio.
Le premier match organisé par la ligue à être diffusé en direct à la télévision a eu lieu en avril 1986. L'arrivée de la chaîne de télévision par satellite British Sky Broadcasting changea la donne avec une diffusion régulière et des montants de droits télé bien plus élevés. La sécession de la Scottish Premier League a été, entre autres, provoquée à cause de conflits de répartition de cette nouvelle manne financière.
Depuis la sécession en 1998, la ligue ne gérant plus la première division, les matches de la ligue sont beaucoup moins diffusés à la télévision. Des résumés des matches de deuxième division sont diffusés dans l'émission Football First de STV. La chaîne de télévision en gaélique écossais, BBC Alba, diffuse régulièrement des matches de la ligue, notamment ceux des coupes.
La rétrogradation administrative des Rangers en quatrième division en 2012 poussa Sky Sports et ESPN à acheter les droits de diffusion des matches des Rangers et amena ainsi des matches des divisions inférieures à être diffusés pour la première fois.

## Clubs membres de la ligue
Des onze clubs créateurs de la ligue en 1890, seuls cinq en sont encore membres (Celtic, Dumbarton, Heart of Midlothian, Rangers et Saint Mirren). Les autres ont soit disparus ou jouent dans des divisions hors ligue.
| Club                           | 1e saison en SFL | Dernière saison en SFL | Dernier titre de champion |
| ------------------------------ | ---------------- | ---------------------- | ------------------------- |
| Abercorn                       | 1890–91          | 1914–15                | —                         |
| Aberdeen                       | 1904–05          | 1997–98                | 1984–85                   |
| Airdrieonians (1878)           | 1894–95          | 2001–02                | —                         |
| Airdrieonians (2002)           | 2002–03          | 2012–13                | —                         |
| Albion Rovers                  | 1903–04          | 2012–13                | —                         |
| Alloa Athletic                 | 1921–22          | 2012–13                | —                         |
| Annan Athletic                 | 2008–09          | 2012–13                | —                         |
| Arbroath                       | 1921–22          | 2012–13                | —                         |
| Armadale                       | 1921–22          | 1931–32                | —                         |
| Arthurlie                      | 1901–02          | 1928–29                | —                         |
| Ayr FC                         | 1897–98          | 1909–10                | —                         |
| Ayr Parkhouse                  | 1902–03          | 1909–10                | —                         |
| Ayr United                     | 1910–11          | 2012–13                | —                         |
| Bathgate                       | 1921–22          | 1928–29                | —                         |
| Beith                          | 1923–24          | 1925–26                | —                         |
| Berwick Rangers                | 1951–52          | 2012–13                | —                         |
| Bo'ness                        | 1921–22          | 1931–32                | —                         |
| Brechin City                   | 1923–24          | 2012–13                | —                         |
| Broxburn United Football Club  | 1921–22          | 1925–26                | —                         |
| Cambuslang Football Club       | 1890–91          | 1891–92                | —                         |
| Celtic Football Club           | 1890–91          | 1997–98                | 2012–13                   |
| Clackmannan Football Club      | 1921–22          | 1925–26                | —                         |
| Clyde Football Club            | 1891–92          | 2012–13                | —                         |
| Clydebank (1914)               | 1914–15          | 1930–31                | —                         |
| Clydebank (1965)               | 1965–66          | 2001–02                | —                         |
| Cowdenbeath Football Club      | 1905–06          | 2012–13                | —                         |
| Cowlairs Football Club         | 1890–91          | 1894–95                | —                         |
| Dumbarton Football Club        | 1890–91          | 2012–13                | 1891–92                   |
| Dumbarton Harp Football Club   | 1923–24          | 1924–25                | —                         |
| Dundee Football Club           | 1893–94          | 2011–12                | 1961–62                   |
| Dundee United                  | 1910–11          | 1997–98                | 1982–83                   |
| Dundee Wanderers Football Club | 1894–95          | 1894–95                | —                         |
| Dunfermline Athletic           | 1912–13          | 2012–13                | —                         |
| Dykehead Football Club         | 1923–24          | 1925–26                | —                         |
| East Fife                      | 1921–22          | 2012–13                | —                         |
| East Stirlingshire             | 1900–01          | 2012–13                | —                         |
| Edinburgh City Football Club   | 1931–32          | 1948–49                | —                         |
| Elgin City                     | 2000–01          | 2012–13                | —                         |
| Falkirk                        | 1902–03          | 2012–13                | —                         |
| Forfar Athletic                | 1921–22          | 2012–13                | —                         |
| Galston Football Club          | 1923–24          | 1925–26                | —                         |
| Greenock Morton                | 1893–94          | 2012–13                | —                         |
| Gretna Football Club           | 2002–03          | 2006–07                | —                         |
| Hamilton Academical            | 1897–98          | 2012–13                | —                         |
| Heart of Midlothian            | 1890–91          | 1997–98                | 1959–60                   |
| Helensburgh                    | 1923–24          | 1925–26                | —                         |
| Hibernian                      | 1893–94          | 1998–99                | 1951–52                   |
| Inverness Caledonian Thistle   | 1994–95          | 2009–10                | —                         |
| Johnstone                      | 1912–13          | 1925–26                | —                         |
| Kilmarnock                     | 1895–96          | 1997–98                | 1964–65                   |
| King's Park                    | 1921–22          | 1938–39                | —                         |
| Leith Athletic                 | 1891–92          | 1952–53                | —                         |
| Linthouse                      | 1895–96          | 1899–1900              | —                         |
| Livingston                     | 1995–96          | 2012–13                | —                         |
| Lochgelly United               | 1914–15          | 1925–26                | —                         |
| Meadowbank Thistle             | 1974–75          | 1994–95                | —                         |
| Mid-Annandale                  | 1923–24          | 1925–26                | —                         |
| Montrose                       | 1923–24          | 2012–13                | —                         |
| Motherwell                     | 1893–94          | 1997–98                | 1931–32                   |
| Nithsdale Wanderers            | 1923–24          | 1926–27                | —                         |
| Northern                       | 1893–94          | 1893–94                | —                         |
| Partick Thistle                | 1893–94          | 2012–13                | —                         |
| Peebles Rovers                 | 1923–24          | 1925–26                | —                         |
| Peterhead                      | 2000–01          | 2012–13                | —                         |
| Port Glasgow Athletic          | 1893–94          | 1910–11                | —                         |
| Queen of the South             | 1923–24          | 2012–13                | —                         |
| Queen's Park Football Club     | 1900–01          | 2012–13                | —                         |
| Raith Rovers                   | 1902–03          | 2012–13                | —                         |
| Rangers Football Club          | 1890–91          | 2012–13                | 2010–11                   |
| Renton Football Club           | 1890–91          | 1897–98                | —                         |
| Ross County Football Club      | 1994–95          | 2011–12                | —                         |
| Royal Albert                   | 1923–24          | 1925–26                | —                         |
| St Bernard's                   | 1893–94          | 1938–39                | —                         |
| Saint Johnstone                | 1897–98          | 2008–09                | —                         |
| Saint Mirren                   | 1890–91          | 2005–06                | —                         |
| Solway Star                    | 1923–24          | 1925–26                | —                         |
| Stenhousemuir                  | 1921–22          | 2012–13                | —                         |
| Stirling Albion                | 1946–47          | 2012–13                | —                         |
| Stranraer                      | 1949–50          | 2012–13                | —                         |
| Third Lanark                   | 1890–91          | 1966–67                | 1903–04                   |
| Thistle                        | 1893–94          | 1893–94                | —                         |
| Vale of Leven                  | 1890–91          | 1925–26                | —                         |

## Vainqueurs des différents championnats
Les championnats organisés par la ligue sont ici appelés Division 1, Division 2, Division 3 et Division 4. Pour le détail de leur dénomination, voir le chapitre Histoire.
| N°   | Saison    | Division 1                                                                                 | Division 2                                                                                 | Division 3                                                                                 | Division 4                                                                                 |
| ---- | --------- | ------------------------------------------------------------------------------------------ | ------------------------------------------------------------------------------------------ | ------------------------------------------------------------------------------------------ | ------------------------------------------------------------------------------------------ |
| 1.   | 1890–91   | Dumbarton (partagé) Rangers (partagé)                                                      | —                                                                                          | —                                                                                          | —                                                                                          |
| 2.   | 1891–92   | Dumbarton                                                                                  | —                                                                                          | —                                                                                          | —                                                                                          |
| 3.   | 1892–93   | Celtic                                                                                     | —                                                                                          | —                                                                                          | —                                                                                          |
| 4.   | 1893–94   | Celtic                                                                                     | Hibernian                                                                                  | —                                                                                          | —                                                                                          |
| 5.   | 1894–95   | Heart of Midlothian                                                                        | Hibernian                                                                                  | —                                                                                          | —                                                                                          |
| 6.   | 1895–96   | Celtic                                                                                     | Abercorn                                                                                   | —                                                                                          | —                                                                                          |
| 7.   | 1896–97   | Heart of Midlothian                                                                        | Partick Thistle                                                                            | —                                                                                          | —                                                                                          |
| 8.   | 1897–98   | Celtic                                                                                     | Kilmarnock                                                                                 | —                                                                                          | —                                                                                          |
| 9.   | 1898–99   | Rangers                                                                                    | Kilmarnock                                                                                 | —                                                                                          | —                                                                                          |
| 10.  | 1899–1900 | Rangers                                                                                    | Partick Thistle                                                                            | —                                                                                          | —                                                                                          |
| 11.  | 1900–01   | Rangers                                                                                    | St Bernard's                                                                               | —                                                                                          | —                                                                                          |
| 12.  | 1901–02   | Rangers                                                                                    | Port Glasgow Athletic                                                                      | —                                                                                          | —                                                                                          |
| 13.  | 1902–03   | Hibernian                                                                                  | Airdrieonians (1878)                                                                       | —                                                                                          | —                                                                                          |
| 14.  | 1903–04   | Third Lanark                                                                               | Hamilton Academical                                                                        | —                                                                                          | —                                                                                          |
| 15.  | 1904–05   | Celtic                                                                                     | Clyde                                                                                      | —                                                                                          | —                                                                                          |
| 16.  | 1905–06   | Celtic                                                                                     | Leith Athletic                                                                             | —                                                                                          | —                                                                                          |
| 17.  | 1906–07   | Celtic                                                                                     | St Bernard's                                                                               | —                                                                                          | —                                                                                          |
| 18.  | 1907–08   | Celtic                                                                                     | Raith Rovers                                                                               | —                                                                                          | —                                                                                          |
| 19.  | 1908–09   | Celtic                                                                                     | Abercorn                                                                                   | —                                                                                          | —                                                                                          |
| 20.  | 1909–10   | Celtic                                                                                     | Leith Athletic (partagé) Raith Rovers (partagé)                                            | —                                                                                          | —                                                                                          |
| 21.  | 1910–11   | Rangers                                                                                    | Dumbarton                                                                                  | —                                                                                          | —                                                                                          |
| 22.  | 1911–12   | Rangers                                                                                    | Ayr United                                                                                 | —                                                                                          | —                                                                                          |
| 23.  | 1912–13   | Rangers                                                                                    | Ayr United                                                                                 | —                                                                                          | —                                                                                          |
| 24.  | 1913–14   | Celtic                                                                                     | Cowdenbeath                                                                                | —                                                                                          | —                                                                                          |
| 25.  | 1914–15   | Celtic                                                                                     | Cowdenbeath                                                                                | —                                                                                          | —                                                                                          |
| 26.  | 1915–16   | Celtic                                                                                     | —                                                                                          | —                                                                                          | —                                                                                          |
| 27.  | 1916–17   | Celtic                                                                                     | —                                                                                          | —                                                                                          | —                                                                                          |
| 28.  | 1917–18   | Rangers                                                                                    | —                                                                                          | —                                                                                          | —                                                                                          |
| 29.  | 1918–19   | Celtic                                                                                     | —                                                                                          | —                                                                                          | —                                                                                          |
| 30.  | 1919–20   | Rangers                                                                                    | —                                                                                          | —                                                                                          | —                                                                                          |
| 31.  | 1920–21   | Rangers                                                                                    | —                                                                                          | —                                                                                          | —                                                                                          |
| 32.  | 1921–22   | Celtic                                                                                     | Alloa Athletic                                                                             | —                                                                                          | —                                                                                          |
| 33.  | 1922–23   | Rangers                                                                                    | Queen's Park                                                                               | —                                                                                          | —                                                                                          |
| 34.  | 1923–24   | Rangers                                                                                    | Saint Johnstone                                                                            | Arthurlie FC                                                                               | —                                                                                          |
| 35.  | 1924–25   | Rangers                                                                                    | Dundee United                                                                              | Nithsdale Wanderers                                                                        | —                                                                                          |
| 36.  | 1925–26   | Celtic                                                                                     | Dunfermline Athletic                                                                       | Non remis                                                                                  | —                                                                                          |
| 37.  | 1926–27   | Rangers                                                                                    | Bo'ness                                                                                    | —                                                                                          | —                                                                                          |
| 38.  | 1927–28   | Rangers                                                                                    | Ayr United                                                                                 | —                                                                                          | —                                                                                          |
| 39.  | 1928–29   | Rangers                                                                                    | Dundee United                                                                              | —                                                                                          | —                                                                                          |
| 40.  | 1929–30   | Rangers                                                                                    | Leith Athletic                                                                             | —                                                                                          | —                                                                                          |
| 41.  | 1930–31   | Rangers                                                                                    | Third Lanark                                                                               | —                                                                                          | —                                                                                          |
| 42.  | 1931–32   | Motherwell                                                                                 | East Stirlingshire                                                                         | —                                                                                          | —                                                                                          |
| 43.  | 1932–33   | Rangers                                                                                    | Hibernian                                                                                  | —                                                                                          | —                                                                                          |
| 44.  | 1933–34   | Rangers                                                                                    | Albion Rovers                                                                              | —                                                                                          | —                                                                                          |
| 45.  | 1934–35   | Rangers                                                                                    | Third Lanark                                                                               | —                                                                                          | —                                                                                          |
| 46.  | 1935–36   | Celtic                                                                                     | Falkirk                                                                                    | —                                                                                          | —                                                                                          |
| 47.  | 1936–37   | Rangers                                                                                    | Ayr United                                                                                 | —                                                                                          | —                                                                                          |
| 48.  | 1937–38   | Celtic                                                                                     | Raith Rovers                                                                               | —                                                                                          | —                                                                                          |
| 49.  | 1938–39   | Rangers                                                                                    | Cowdenbeath                                                                                | —                                                                                          | —                                                                                          |
| 50.  | 1939–40   | Championnats abandonnés après 5 journées dû au commencement de la Seconde Guerre mondiale. | Championnats abandonnés après 5 journées dû au commencement de la Seconde Guerre mondiale. | Championnats abandonnés après 5 journées dû au commencement de la Seconde Guerre mondiale. | Championnats abandonnés après 5 journées dû au commencement de la Seconde Guerre mondiale. |
| —    | 1940–46   | Championnats suspendus pendant la Seconde Guerre mondiale                                  | Championnats suspendus pendant la Seconde Guerre mondiale                                  | Championnats suspendus pendant la Seconde Guerre mondiale                                  | Championnats suspendus pendant la Seconde Guerre mondiale                                  |
| 51.  | 1946–47   | Rangers                                                                                    | Dundee                                                                                     | Stirling Albion                                                                            | —                                                                                          |
| 52.  | 1947–48   | Hibernian                                                                                  | East Fife                                                                                  | East Stirlingshire                                                                         | —                                                                                          |
| 53.  | 1948–49   | Rangers                                                                                    | Raith Rovers                                                                               | Forfar Athletic                                                                            | —                                                                                          |
| 54.  | 1949–50   | Rangers                                                                                    | Greenock Morton                                                                            | Hibernian (réserve)                                                                        | —                                                                                          |
| 54.  | 1949–50   | Rangers                                                                                    | Greenock Morton                                                                            | Clyde (réserve)                                                                            | —                                                                                          |
| 55.  | 1950–51   | Hibernian                                                                                  | Queen of the South                                                                         | Heart of Midlothian (réserve)                                                              | —                                                                                          |
| 55.  | 1950–51   | Hibernian                                                                                  | Queen of the South                                                                         | Clyde (réserve)                                                                            | —                                                                                          |
| 56.  | 1951–52   | Hibernian                                                                                  | Clyde                                                                                      | Dundee (réserve)                                                                           | —                                                                                          |
| 56.  | 1951–52   | Hibernian                                                                                  | Clyde                                                                                      | Rangers (réserve)                                                                          | —                                                                                          |
| 57.  | 1952–53   | Rangers                                                                                    | Stirling Albion                                                                            | Aberdeen (réserve)                                                                         | —                                                                                          |
| 57.  | 1952–53   | Rangers                                                                                    | Stirling Albion                                                                            | Rangers (réserve)                                                                          | —                                                                                          |
| 58.  | 1953–54   | Celtic                                                                                     | Motherwell                                                                                 | Brechin City                                                                               | —                                                                                          |
| 58.  | 1953–54   | Celtic                                                                                     | Motherwell                                                                                 | Rangers (réserve)                                                                          | —                                                                                          |
| 59.  | 1954–55   | Aberdeen                                                                                   | Airdrieonians (1878)                                                                       | Aberdeen (réserve)                                                                         | —                                                                                          |
| 59.  | 1954–55   | Aberdeen                                                                                   | Airdrieonians (1878)                                                                       | Partick Thistle (réserve)                                                                  | —                                                                                          |
| 60.  | 1955–56   | Rangers                                                                                    | Queen's Park                                                                               | —                                                                                          | —                                                                                          |
| 61.  | 1956–57   | Rangers                                                                                    | Clyde                                                                                      | —                                                                                          | —                                                                                          |
| 62.  | 1957–58   | Heart of Midlothian                                                                        | Stirling Albion                                                                            | —                                                                                          | —                                                                                          |
| 63.  | 1958–59   | Rangers                                                                                    | Ayr United                                                                                 | —                                                                                          | —                                                                                          |
| 64.  | 1959–60   | Heart of Midlothian                                                                        | St. Johnstone                                                                              | —                                                                                          | —                                                                                          |
| 65.  | 1960–61   | Rangers                                                                                    | Stirling Albion                                                                            | —                                                                                          | —                                                                                          |
| 66.  | 1961–62   | Dundee                                                                                     | Clyde                                                                                      | —                                                                                          | —                                                                                          |
| 67.  | 1962–63   | Rangers                                                                                    | St. Johnstone                                                                              | —                                                                                          | —                                                                                          |
| 68.  | 1963–64   | Rangers                                                                                    | Greenock Morton                                                                            | —                                                                                          | —                                                                                          |
| 69.  | 1964–65   | Kilmarnock                                                                                 | Stirling Albion                                                                            | —                                                                                          | —                                                                                          |
| 70.  | 1965–66   | Celtic                                                                                     | Ayr United                                                                                 | —                                                                                          | —                                                                                          |
| 71.  | 1966–67   | Celtic                                                                                     | Greenock Morton                                                                            | —                                                                                          | —                                                                                          |
| 72.  | 1967–68   | Celtic                                                                                     | Saint Mirren                                                                               | —                                                                                          | —                                                                                          |
| 73.  | 1968–69   | Celtic                                                                                     | Motherwell                                                                                 | —                                                                                          | —                                                                                          |
| 74.  | 1969–70   | Celtic                                                                                     | Falkirk                                                                                    | —                                                                                          | —                                                                                          |
| 75.  | 1970–71   | Celtic                                                                                     | Partick Thistle                                                                            | —                                                                                          | —                                                                                          |
| 76.  | 1971–72   | Celtic                                                                                     | Dumbarton                                                                                  | —                                                                                          | —                                                                                          |
| 77.  | 1972–73   | Celtic                                                                                     | Clyde                                                                                      | —                                                                                          | —                                                                                          |
| 78.  | 1973–74   | Celtic                                                                                     | Airdrieonians (1878)                                                                       | —                                                                                          | —                                                                                          |
| 79.  | 1974–75   | Rangers                                                                                    | Falkirk                                                                                    | —                                                                                          | —                                                                                          |
| 80.  | 1975–76   | Rangers                                                                                    | Partick Thistle                                                                            | Clydebank (1965)                                                                           | —                                                                                          |
| 81.  | 1976–77   | Celtic                                                                                     | St. Mirren                                                                                 | Stirling Albion                                                                            | —                                                                                          |
| 82.  | 1977–78   | Rangers                                                                                    | Greenock Morton                                                                            | Clyde                                                                                      | —                                                                                          |
| 83.  | 1978–79   | Celtic                                                                                     | Dundee                                                                                     | Berwick Rangers                                                                            | —                                                                                          |
| 84.  | 1979–80   | Aberdeen                                                                                   | Heart of Midlothian                                                                        | Falkirk                                                                                    | —                                                                                          |
| 85.  | 1980–81   | Celtic                                                                                     | Hibernian                                                                                  | Queen's Park                                                                               | —                                                                                          |
| 86.  | 1981–82   | Celtic                                                                                     | Motherwell                                                                                 | Clyde                                                                                      | —                                                                                          |
| 87.  | 1982–83   | Dundee United                                                                              | Saint Johnstone                                                                            | Brechin City                                                                               | —                                                                                          |
| 88.  | 1983–84   | Aberdeen                                                                                   | Greenock Morton                                                                            | Forfar Athletic                                                                            | —                                                                                          |
| 89.  | 1984–85   | Aberdeen                                                                                   | Motherwell                                                                                 | Montrose                                                                                   | —                                                                                          |
| 90.  | 1985–86   | Celtic                                                                                     | Hamilton Academical                                                                        | Dunfermline Athletic                                                                       | —                                                                                          |
| 91.  | 1986–87   | Rangers                                                                                    | Greenock Morton                                                                            | Meadowbank Thistle                                                                         | —                                                                                          |
| 92.  | 1987–88   | Celtic                                                                                     | Hamilton Academical                                                                        | Ayr United                                                                                 | —                                                                                          |
| 93.  | 1988–89   | Rangers                                                                                    | Dunfermline Athletic                                                                       | Albion Rovers                                                                              | —                                                                                          |
| 94.  | 1989–90   | Rangers                                                                                    | St. Johnstone                                                                              | Brechin City                                                                               | —                                                                                          |
| 95.  | 1990–91   | Rangers                                                                                    | Falkirk                                                                                    | Stirling Albion                                                                            | —                                                                                          |
| 96.  | 1991–92   | Rangers                                                                                    | Dundee                                                                                     | Dumbarton                                                                                  | —                                                                                          |
| 97.  | 1992–93   | Rangers                                                                                    | Raith Rovers                                                                               | Clyde                                                                                      | —                                                                                          |
| 98.  | 1993–94   | Rangers                                                                                    | Falkirk                                                                                    | Stranraer                                                                                  | —                                                                                          |
| 99.  | 1994–95   | Rangers                                                                                    | Raith Rovers                                                                               | Greenock Morton                                                                            | Forfar Athletic                                                                            |
| 100. | 1995–96   | Rangers                                                                                    | Dunfermline Athletic                                                                       | Stirling Albion                                                                            | Livingston                                                                                 |
| 101. | 1996–97   | Rangers                                                                                    | Saint Johnstone                                                                            | Ayr United                                                                                 | Inverness Caledonian Thistle                                                               |
| 102. | 1997–98   | Celtic                                                                                     | Dundee                                                                                     | Stranraer                                                                                  | Alloa Athletic                                                                             |
| 103. | 1998–99   | —                                                                                          | Hibernian                                                                                  | Livingston                                                                                 | Ross County                                                                                |
| 104. | 1999–2000 | —                                                                                          | Saint Mirren                                                                               | Clyde                                                                                      | Queen's Park                                                                               |
| 105. | 2000–01   | —                                                                                          | Livingston                                                                                 | Partick Thistle                                                                            | Hamilton Academical                                                                        |
| 106. | 2001–02   | —                                                                                          | Partick Thistle                                                                            | Queen of the South                                                                         | Brechin City                                                                               |
| 107. | 2002–03   | —                                                                                          | Falkirk                                                                                    | Raith Rovers                                                                               | Greenock Morton                                                                            |
| 108. | 2003–04   | —                                                                                          | Inverness Caledonian Thistle                                                               | Airdrie United                                                                             | Stranraer                                                                                  |
| 109. | 2004–05   | —                                                                                          | Falkirk                                                                                    | Brechin City                                                                               | Gretna                                                                                     |
| 110. | 2005–06   | —                                                                                          | Saint Mirren                                                                               | Gretna                                                                                     | Cowdenbeath                                                                                |
| 111. | 2006–07   | —                                                                                          | Gretna                                                                                     | Greenock Morton                                                                            | Berwick Rangers                                                                            |
| 112. | 2007–08   | —                                                                                          | Hamilton Academical                                                                        | Ross County                                                                                | East Fife                                                                                  |
| 113. | 2008–09   | —                                                                                          | Saint Johnstone                                                                            | Raith Rovers                                                                               | Dumbarton                                                                                  |
| 114. | 2009–10   | —                                                                                          | Inverness Caledonian Thistle                                                               | Stirling Albion                                                                            | Livingston                                                                                 |
| 115. | 2010–11   | —                                                                                          | Dunfermline Athletic                                                                       | Livingston                                                                                 | Arbroath                                                                                   |
| 116. | 2011–12   | —                                                                                          | Ross County                                                                                | Cowdenbeath                                                                                | Alloa Athletic                                                                             |
| 117. | 2012–13   | —                                                                                          | Partick Thistle                                                                            | Queen of the South                                                                         | Rangers                                                                                    |

## Records
Le record du plus grand nombre de matches de championnat en Scottish Football League est détenu par Graeme Armstrong, avec 910 matches répartis sur une carrière de 26 ans.

## Scottish Football League XI
La Scottish Football League gérait aussi une sélection représentative des meilleurs joueurs évoluant dans la ligue, indépendamment de leur nationalité : la Scottish Football League XI. Cette équipe affrontait des sélections représentatives d'autres ligues, principalement anglaise, irlandaise et galloise, mais aussi italienne et danoise. Ces matches eurent lieu à partir de 1892 mais leur importance déclinèrent après la Seconde Guerre mondiale. Le dernier match inter-ligue eut lieu en 1980 et une dernière rencontre opposa la Scottish Football League XI à l'équipe nationale d'Écosse en 1990, pour fêter le centenaire de la ligue.